# 史氏环氧化反应
史氏环氧化反应 （Shi Epoxidation）是华裔化学家史一安所发明的一种不对称环氧化反应。该反应的氧化剂是过一硫酸钾（KHSO
5），催化剂是果糖的衍生物。史氏环氧化反应适用范围广泛，反式二取代烯与三取代烯均可作为反应的底物，因此成为有机合成的重要工具之一。